# Gabriel Dean
Gabriel "Gab" Curtis Dean (ur. 19 czerwca 1994) – amerykański zapaśnik w stylu klasycznym. Srebrny medal mistrzostw panamerykańskich w 2015 i brązowy w 2017. Brązowy medal MŚ juniorów w 2014 roku.
Zawodnik Lowell High School i Cornell University. Cztery razy All-American (2014 – 2017) w NCAA Division I; pierwszy w 2015 i 2016; drugi w 2017; trzeci w 2014 roku.